# لی بدول
لی بدول (انگلیسی: Leigh Bedwell؛ زادهٔ ۸ ژانویهٔ ۱۹۹۴) بازیکن فوتبال اهل بریتانیا است.
از باشگاه‌هایی که در آن بازی کرده‌است می‌توان به باشگاه فوتبال دیدکات تاون، باشگاه فوتبال بنبری یونایتد، باشگاه فوتبال ووستر سیتی، و باشگاه فوتبال سوئیندون تاون اشاره کرد.